# Qualifications des épreuves d'aviron aux Jeux olympiques d'été de 2016
Les qualifications pour la régate olympique à Rio de Janeiro, sur la Lagoa Rodrigo de Freitas, se déroulent en plusieurs phases. Pour les 14 épreuves d'aviron des Jeux olympiques de 2016, 380 des 550 places qualificatives ont d'ores et déjà été attribuées lors des Championnats du monde de 2015 au lac d'Aiguebelette (du 30 août au 6 septembre). Ces places sont attribuées par la Fédération internationale des sociétés d'aviron aux différents comités nationaux olympiques qui peuvent chacun engager dans chaque épreuve une seule embarcation et un total de 48 rameurs par nation (répartis en 28 rameurs et 20 rameuses) — et non à des rameurs en particulier. Pour compléter, quatre régates, une par continent, sont organisées à l'automne 2015 et au printemps 2016, en Afrique, aux Amériques (Amérique sans États-Unis et Canada), en Asie et Océanie, et pour finir en Europe (où participent aussi les États-Unis, le Canada, l'Australie et la Nouvelle-Zélande), régate finale où les dernières places pour les Jeux olympiques se jouent au Rotsee de Lucerne, lors de la première manche de la Coupe du monde. La nation-hôte, le Brésil se voit également attribuer deux places en skiff. Pour finir, une commission tripartite attribue deux places en skiff masculin et deux places en skiff féminin.

## Calendrier
| Épreuve                                               | Date                        | Lieu               |
| ----------------------------------------------------- | --------------------------- | ------------------ |
| Championnats du monde d'aviron 2015                   | 30 août au 6 septembre 2015 | Lac d'Aiguebelette |
| Régate de qualification continentale - Afrique        | 5 au 7 octobre 2015         | Tunis              |
| Régate de qualification continentale - Amériques      | 19 et 20 mars 2016          | Valparaiso         |
| Régate de qualification continentale - Asie & Océanie | 23 au 25 avril 2016         | Chungju            |
| Régate de qualification européenne et finale          | 22 au 25 mai 2016           | Lucerne            |

## Résumé des quotas
| Nation             | Hommes | Hommes | Hommes | Hommes | Hommes | Hommes | Hommes | Hommes | Femmes | Femmes | Femmes | Femmes | Femmes | Femmes | Embarcations | Athlètes |
| Nation             | M1x    | M2-    | M2x    | M4-    | M4x    | M8+    | LM2x   | LM4-   | W1x    | W2-    | W2x    | W4x    | W8+    | LW2x   | Embarcations | Athlètes |
| ------------------ | ------ | ------ | ------ | ------ | ------ | ------ | ------ | ------ | ------ | ------ | ------ | ------ | ------ | ------ | ------------ | -------- |
| Algérie            | X      |        |        |        |        |        |        |        | X      |        |        |        |        |        | 2            | 2        |
| Angola             |        |        |        |        |        |        | X      |        |        |        |        |        |        |        | 1            | 2        |
| Argentine          | X      |        |        |        |        |        |        |        | X      |        |        |        |        |        | 2            | 2        |
| Australie          | X      | X      | X      | X      | X      |        |        |        | X      |        | X      | X      |        |        | 8            | 20       |
| Autriche           |        |        |        |        |        |        | X      |        | X      |        |        |        |        |        | 2            | 3        |
| Azerbaïdjan        |        |        | X      |        |        |        |        |        |        |        |        |        |        |        | 1            | 2        |
| Bahamas            |        |        |        |        |        |        |        |        | X      |        |        |        |        |        | 1            | 1        |
| Biélorussie        | X      |        |        | X      |        |        |        |        | X      | X      | X      |        |        |        | 5            | 10       |
| Belgique           | X      |        |        |        |        |        |        |        |        |        |        |        |        |        | 1            | 1        |
| Bermudes           |        |        |        |        |        |        |        |        | X      |        |        |        |        |        | 1            | 1        |
| Brésil             |        |        |        |        |        |        | X      |        |        |        |        |        |        | X      | 2            | 4        |
| Bulgarie           |        |        | X      |        |        |        |        |        |        |        |        |        |        |        | 1            | 2        |
| Canada             |        |        |        | X      | X      |        |        | X      | X      | X      |        |        | X      | X      | 7            | 26       |
| Chili              |        |        |        |        |        |        | X      |        |        |        |        |        |        | X      | 2            | 4        |
| Chine              |        |        |        |        |        |        | X      | X      | X      | X      | X      | X      |        | X      | 7            | 17       |
| Croatie            | X      |        | X      |        |        |        |        |        |        |        |        |        |        |        | 2            | 3        |
| Cuba               | X      |        | X      |        |        |        | X      |        |        |        |        |        |        | X      | 4            | 7        |
| République tchèque | X      | X      |        |        |        |        |        | X      | X      |        | X      |        |        |        | 5            | 8        |
| Danemark           |        |        |        |        |        |        | X      | X      | X      | X      | X      |        |        | X      | 6            | 12       |
| Équateur           | X      |        |        |        |        |        |        |        |        |        |        |        |        |        | 1            | 1        |
| Égypte             | X      |        |        |        |        |        |        |        | X      |        |        |        |        |        | 2            | 2        |
| Estonie            |        |        |        |        | X      |        |        |        |        |        |        |        |        |        | 1            | 4        |
| France             |        | X      | X      | X      |        |        | X      | X      |        | X      | X      |        |        |        | 7            | 18       |
| Allemagne          |        |        | X      | X      | X      | X      | X      | X      |        | X      | X      | X      |        | X      | 10           | 35       |
| Grande-Bretagne    | X      | X      | X      | X      | X      | X      | X      | X      |        | X      | X      |        | X      | X      | 12           | 43       |
| Grèce              |        |        |        | X      |        |        |        |        |        |        | X      |        |        |        | 2            | 6        |
| Hong Kong          |        |        |        |        |        |        | X      |        |        |        |        |        |        | X      | 2            | 4        |
| Hongrie            | X      | X      |        |        |        |        |        |        |        |        |        |        |        |        | 2            | 3        |
| Inde               | X      |        |        |        |        |        |        |        |        |        |        |        |        |        | 1            | 1        |
| Indonésie          | X      |        |        |        |        |        |        |        | X      |        |        |        |        |        | 2            | 2        |
| Iran               |        |        |        |        |        |        |        |        | X      |        |        |        |        |        | 1            | 1        |
| Irak               | X      |        |        |        |        |        |        |        |        |        |        |        |        |        | 1            | 1        |
| Irlande            |        |        |        |        |        |        | X      |        | X      |        |        |        |        | X      | 3            | 5        |
| Italie             |        | X      | X      | X      |        |        | X      | X      |        | X      |        |        |        |        | 6            | 16       |
| Japon              |        |        |        |        |        |        | X      |        |        |        |        |        |        | X      | 2            | 4        |
| Kazakhstan         | X      |        |        |        |        |        |        |        | X      |        |        |        |        |        | 2            | 2        |
| Libye              | X      |        |        |        |        |        |        |        |        |        |        |        |        |        | 1            | 1        |
| Lituanie           | X      |        | X      |        | X      |        |        |        | X      |        | X      |        |        |        | 5            | 10       |
| Mexique            | X      |        |        |        |        |        |        |        | X      |        |        |        |        |        | 2            | 2        |
| Pays-Bas           |        | X      |        | X      |        | X      |        | X      |        | X      |        | X      | X      | X      | 8            | 36       |
| Nouvelle-Zélande   | X      | X      | X      |        | X      | X      |        | X      | X      | X      | X      |        | X      | X      | 11           | 38       |
| Nigeria            |        |        |        |        |        |        |        |        | X      |        |        |        |        |        | 1            | 1        |
| Norvège            | X      |        | X      |        |        |        | X      |        |        |        |        |        |        |        | 3            | 5        |
| Paraguay           | X      |        |        |        |        |        |        |        | X      |        |        |        |        |        | 2            | 2        |
| Pérou              | X      |        |        |        |        |        |        |        | X      |        |        |        |        |        | 2            | 2        |
| Pologne            | X      |        |        |        | X      | X      | X      |        |        | X      | X      | X      |        | X      | 8            | 26       |
| Roumanie           |        | X      |        | X      |        |        |        |        |        | X      |        |        | X      | X      | 5            | 19       |
| Russie             |        |        |        | X      |        | X      |        | X      |        |        |        |        | X      | X      | 5            | 28       |
| Serbie             |        | X      | X      |        |        |        |        |        |        |        |        |        |        |        | 2            | 4        |
| Singapour          |        |        |        |        |        |        |        |        | X      |        |        |        |        |        | 1            | 1        |
| Afrique du Sud     |        | X      |        | X      |        |        | X      |        |        | X      |        |        |        | X      | 5            | 12       |
| Corée du Sud       | X      |        |        |        |        |        |        |        | X      |        |        |        |        |        | 2            | 2        |
| Espagne            |        | X      |        |        |        |        |        |        |        | X      |        |        |        |        | 2            | 4        |
| Suède              |        |        |        |        |        |        |        |        | X      |        |        |        |        |        | 1            | 1        |
| Suisse             |        |        |        |        | X      |        | X      | X      | X      |        |        |        |        |        | 4            | 11       |
| Taipei chinois     |        |        |        |        |        |        |        |        | X      |        |        |        |        |        | 1            | 1        |
| Thaïlande          | X      |        |        |        |        |        |        |        | X      |        |        |        |        |        | 2            | 2        |
| Togo               |        |        |        |        |        |        |        |        | X      |        |        |        |        |        | 1            | 1        |
| Trinité-et-Tobago  |        |        |        |        |        |        |        |        | X      |        |        |        |        |        | 1            | 1        |
| Tunisie            | X      |        |        |        |        |        |        |        |        |        |        |        |        | X      | 2            | 3        |
| Turquie            |        |        |        |        |        |        | X      |        |        |        |        |        |        |        | 1            | 2        |
| Ukraine            |        |        |        |        | X      |        |        |        |        |        |        | X      |        |        | 2            | 8        |
| États-Unis         |        | X      |        | X      |        | X      | X      | X      | X      | X      | X      | X      | X      | X      | 11           | 41       |
| Uruguay            | X      |        |        |        |        |        |        |        |        |        |        |        |        |        | 1            | 1        |
| Ouzbékistan        | X      |        |        |        |        |        |        |        |        |        |        |        |        |        | 1            | 1        |
| Vanuatu            | X      |        |        |        |        |        |        |        |        |        |        |        |        |        | 1            | 1        |
| Venezuela          | X      |        |        |        |        |        |        |        |        |        |        |        |        |        | 1            | 1        |
| Viêt Nam           |        |        |        |        |        |        |        |        |        |        |        |        |        | X      | 1            | 2        |
| Zimbabwe           | X      |        |        |        |        |        |        |        | X      |        |        |        |        |        | 2            | 2        |
| Total: 69 CNO      | 32     | 13     | 13     | 13     | 10     | 7      | 20     | 13     | 32     | 15     | 13     | 7      | 7      | 20     | 215          | 550      |

## Hommes

### Skiff
| Compétition                               | #  | Nation             | Rameur qualifié           |
| ----------------------------------------- | -- | ------------------ | ------------------------- |
| Championnats du monde d'aviron 2015       | 1  | République tchèque |                           |
| Championnats du monde d'aviron 2015       | 2  | Nouvelle-Zélande   | Mahé Drysdale             |
| Championnats du monde d'aviron 2015       | 3  | Lituanie           | Mindaugas Griškonis       |
| Championnats du monde d'aviron 2015       | 4  | Norvège            | Nils Jakob Hoff           |
| Championnats du monde d'aviron 2015       | 5  | Croatie            | Damir Martin              |
| Championnats du monde d'aviron 2015       | 6  | Cuba               |                           |
| Championnats du monde d'aviron 2015       | 7  | Biélorussie        |                           |
| Championnats du monde d'aviron 2015       | 8  | Grande-Bretagne    | Alan Campbell             |
| Championnats du monde d'aviron 2015       | 9  | Pologne            | Natan Węgrzycki-Szymczyk  |
| Régate de qualification - Asie et Océanie | 1  | Corée du Sud       | Kim Dong-yong             |
| Régate de qualification - Asie et Océanie | 2  | Inde               | Dattu Baban Bhokanal      |
| Régate de qualification - Asie et Océanie | 3  | Indonésie          | Memo                      |
| Régate de qualification - Asie et Océanie | 4  | Thaïlande          | Jaruwat Saensuk           |
| Régate de qualification - Asie et Océanie | 5  | Kazakhstan         | Vladislav Yakovlev        |
| Régate de qualification - Asie et Océanie | 6  | Irak               | Mohammed Jasim Al-Khafaji |
| Régate de qualification - Asie et Océanie | 7  | Ouzbékistan        | Shakhboz Kholmirzayev     |
| Régate de qualification - Afrique         | 1  | Égypte             | Abdelkhalek El-Banna      |
| Régate de qualification - Afrique         | 2  | Tunisie            | Mohamed Taieb             |
| Régate de qualification - Afrique         | 3  | Algérie            | Sid Ali Boudina           |
| Régate de qualification - Afrique         | 4  | Zimbabwe           | Peter Purcell-Gilpin      |
| Régate de qualification - Amérique latine | 1  | Mexique            | Juan Carlos Contreras     |
| Régate de qualification - Amérique latine | 2  | Argentine          | Brian Rosso               |
| Régate de qualification - Amérique latine | 3  | Pérou              | Renzo Leon Garcia         |
| Régate de qualification - Amérique latine | 4  | Uruguay            | Jhonatan Esquievel        |
| Régate de qualification - Amérique latine | 5  | Venezuela          | Vicent Jackson            |
| Régate de qualification - Amérique latine | 6  | Équateur           | Bryan Sola Zambrano       |
| Régate de qualification - Amérique latine | 7  | Paraguay           | Arturo Rivarola           |
| Régate de qualification - Europe          | 1  | Belgique           | Hannes Obreno             |
| Régate de qualification - Europe          | 2  | Australie          | Rhys Grant                |
| Régate de qualification - Europe          | 3  | Hongrie            | Bendegúz Pétervári-Molnár |
| Invitation tripartite                     | 1  | Libye              |                           |
| Invitation tripartite                     | 1  | Vanuatu            | Luigi Teilemb             |
| Total                                     | 32 |                    |                           |

Information mise à jour après les choix faits par les CNOs après la régate de qualification d'Amérique latine.

### Deux de couple
| Compétition                              | #  | Nation           | Qualifiés                          |
| ---------------------------------------- | -- | ---------------- | ---------------------------------- |
| Championnats du monde d'aviron 2015      | 1  | Croatie          | Martin Sinković Valent Sinković    |
| Championnats du monde d'aviron 2015      | 2  | Lituanie         | Rolandas Maščinskas Saulius Ritter |
| Championnats du monde d'aviron 2015      | 3  | Nouvelle-Zélande | Chris Harris Robbie Manson         |
| Championnats du monde d'aviron 2015      | 4  | Allemagne        | Marcel Hacker Stephan Krüger       |
| Championnats du monde d'aviron 2015      | 5  | Australie        | Alexander Belonogoff James McRae   |
| Championnats du monde d'aviron 2015      | 6  | France           | Matthieu Androdias Hugo Boucheron  |
| Championnats du monde d'aviron 2015      | 7  | Azerbaïdjan      | Aleksandar Aleksandrov Boris Yotov |
| Championnats du monde d'aviron 2015      | 8  | Grande-Bretagne  | John Collins Jonathan Walton       |
| Championnats du monde d'aviron 2015      | 9  | Cuba             |                                    |
| Championnats du monde d'aviron 2015      | 10 | Italie           |                                    |
| Championnats du monde d'aviron 2015      | 11 | Bulgarie         | Georgi Bozhilov Kristian Vasilev   |
| Régate de qualification olympique finale | 1  | Norvège          | Kjetil Borch Olaf Tufte            |
| Régate de qualification olympique finale | 2  | Serbie           | Marko Marjanovic Andrija Sljukic   |
| Total                                    | 13 |                  |                                    |

### Deux de couple poids légers
| Compétition                               | #  | Nation          | Qualifiés                                       |
| ----------------------------------------- | -- | --------------- | ----------------------------------------------- |
| Championnats du monde d'aviron 2015       | 1  | France          | Jérémie Azou Pierre Houin                       |
| Championnats du monde d'aviron 2015       | 2  | Grande-Bretagne | Richard Chambers Will Fletcher                  |
| Championnats du monde d'aviron 2015       | 3  | Norvège         | Kristoffer Brun Are Strandli                    |
| Championnats du monde d'aviron 2015       | 4  | Afrique du Sud  |                                                 |
| Championnats du monde d'aviron 2015       | 5  | Italie          |                                                 |
| Championnats du monde d'aviron 2015       | 6  | Allemagne       | Moritz Moos Jason Osborne                       |
| Championnats du monde d'aviron 2015       | 7  | Pologne         |                                                 |
| Championnats du monde d'aviron 2015       | 8  | États-Unis      | Andrew Campbell Joshua Konieczny                |
| Championnats du monde d'aviron 2015       | 9  | Autriche        | Bernhard Sieber Paul Sieber                     |
| Championnats du monde d'aviron 2015       | 10 | Suisse          | Michael Schmid Daniel Wiederkehr                |
| Championnats du monde d'aviron 2015       | 11 | Irlande         | Paul O'Donovan Gary O'Donovan                   |
| Régate de qualification - Asie et Océanie | 1  | Chine           | Sun Man Wang Chunxin                            |
| Régate de qualification - Asie et Océanie | 2  | Japon           | Hiroshi Nakano Hideki Omoto                     |
| Régate de qualification - Asie et Océanie | 3  | Hong Kong       | Chiu Hin Chun Tang Chiu Mang                    |
| Régate de qualification - Afrique         | 1  | Angola+         | André Matias Jean-Luc Rasamoelina               |
| Régate de qualification - Amérique latine | 1  | Brésil          | William Giaretton Xavier Vela                   |
| Régate de qualification - Amérique latine | 2  | Cuba            | Raul Hernandez Hidalgo Liosbel Hernandez Lazaga |
| Régate de qualification - Amérique latine | 3  | Chili           | Felipe Cárdenas Bernardo Guerrero               |
| Régate de qualification - Europe          | 1  | Turquie         | Hüseyin Kandemir Enes Kuşku                     |
| Régate de qualification - Europe          | 2  | Danemark        | Mads Rasmussen Rasmus Quist                     |
| Total                                     | 20 |                 |                                                 |

+ L'Égypte remporte le deux de couple poids légers masculin et le skiff masculin à la régate de qualification continentale mais le comité olympique égyptien a du décidé de quelle embarcation inscrire aux Jeux en raison du quota d'une embarcation par genre. L'Égypte opte pour le skiff, donc la place de deux de couple poids légers est donnée à l'Angola.
Information mise à jour après les choix faits par les CNOs après la régate de qualification d'Amérique latine.
La Belgique choisit le skiff après la régate de qualification européenne, donc la place en deux de couple poids légers est donnée au Danemark.

### Quatre de couple
| Compétition                              | #  | Nation           | Qualifiés                                                                        |
| ---------------------------------------- | -- | ---------------- | -------------------------------------------------------------------------------- |
| Championnats du monde d'aviron 2015      | 1  | Allemagne        | Hans Gruhne Lauritz Schoof Karl Schulz Philipp Wende                             |
| Championnats du monde d'aviron 2015      | 2  | Australie        |                                                                                  |
| Championnats du monde d'aviron 2015      | 3  | Estonie          | Tõnu Endrekson Andrei Jämsä Allar Raja Kaspar Taimsoo                            |
| Championnats du monde d'aviron 2015      | 4  | Grande-Bretagne  | Angus Groom Peter Lambert Sam Townsend Graeme Thomas                             |
| Championnats du monde d'aviron 2015      | 5  | Suisse           | Barnabé Delarze Augustin Maillefer Roman Röösli Nico Stahlberg                   |
| Championnats du monde d'aviron 2015      | 6  | Lituanie         | Aurimas Adomavičius Martynas Džiaugys Žygimantas Gališanskis Dominykas Jančionis |
| Championnats du monde d'aviron 2015      | 7  | Pologne          |                                                                                  |
| Championnats du monde d'aviron 2015      | 8  | Ukraine          |                                                                                  |
| Régate de qualification olympique finale | 1  | Russie           | Nikita Morgachev Artem Kosov Vladislav Ryabtsev Sergey Fedorovtsev *             |
| Régate de qualification olympique finale | 1  | Canada           | Julien Bahain Robert Gibson Will Dean Pascal Lussier                             |
| Régate de qualification olympique finale | 2  | Nouvelle-Zélande |                                                                                  |
| Total                                    | 10 |                  |                                                                                  |

- La Russie est disqualifiée le 1er juillet 2016 à la suite de l'annulation de tous les résultats après un échec au test antidopage de Sergey Fedorovtsev. Le quota est transféré à la Nouvelle-Zélande.

### Deux sans barreur
| Compétition                              | #  | Nation             | Qualifiés                               |
| ---------------------------------------- | -- | ------------------ | --------------------------------------- |
| Championnats du monde d'aviron 2015      | 1  | Nouvelle-Zélande   | Hamish Bond Eric Murray                 |
| Championnats du monde d'aviron 2015      | 2  | Grande-Bretagne    | Stewart Innes Alan Sinclair             |
| Championnats du monde d'aviron 2015      | 3  | Serbie             | Nenad Beđik Miloš Vasić                 |
| Championnats du monde d'aviron 2015      | 4  | Pays-Bas           |                                         |
| Championnats du monde d'aviron 2015      | 5  | Italie             |                                         |
| Championnats du monde d'aviron 2015      | 6  | Australie          |                                         |
| Championnats du monde d'aviron 2015      | 7  | Afrique du Sud     |                                         |
| Championnats du monde d'aviron 2015      | 8  | France             | Germain Chardin Dorian Mortelette       |
| Championnats du monde d'aviron 2015      | 9  | États-Unis         | Nareg Guregian Anders Weiss             |
| Championnats du monde d'aviron 2015      | 10 | Espagne            | Alex Sigurbjornsson Pau Vela            |
| Championnats du monde d'aviron 2015      | 11 | Roumanie           | Alexandru Palamariu Cristi Ilie Pîrghie |
| Régate de qualification olympique finale | 1  | République tchèque | Jakub Podrazil Lukaš Helešic            |
| Régate de qualification olympique finale | 2  | Hongrie            | Béla Simon Adrián Juhász                |
| Total                                    | 13 |                    |                                         |

### Quatre sans barreur
| Compétition                              | #  | Nation          | Qualifiés                                                                     |
| ---------------------------------------- | -- | --------------- | ----------------------------------------------------------------------------- |
| Championnats du monde d'aviron 2015      | 1  | Italie          |                                                                               |
| Championnats du monde d'aviron 2015      | 2  | Australie       |                                                                               |
| Championnats du monde d'aviron 2015      | 3  | Grande-Bretagne | Alex Gregory Constantine Louloudis George Nash Mohamed Sbihi                  |
| Championnats du monde d'aviron 2015      | 4  | Canada          | Will Crothers Kai Langerfeld Conlin McCabe Tim Schrijver                      |
| Championnats du monde d'aviron 2015      | 5  | Allemagne       | Anton Braun Maximilian Korge Maximilian Planer Felix Wimberger                |
| Championnats du monde d'aviron 2015      | 6  | Pays-Bas        |                                                                               |
| Championnats du monde d'aviron 2015      | 7  | États-Unis      | Charlie Cole Henrik Rummel Matt Miller Seth Weil                              |
| Championnats du monde d'aviron 2015      | 8  | Biélorussie     |                                                                               |
| Championnats du monde d'aviron 2015      | 9  | Grèce           |                                                                               |
| Championnats du monde d'aviron 2015      | 10 | Russie          | Ivan Balandin Alexander Kulesh Dmitri Kuznetsov Anton Zarutskiy               |
| Championnats du monde d'aviron 2015      | 11 | Roumanie        | Vlad-Dragos Aicoboae Marius Vasile Cozmiuc Adrian Damii Toader-Andrei Gontaru |
| Régate de qualification olympique finale | 1  | Afrique du Sud  | David Hunt Jonathan Smith Vincent Breet Jake Green                            |
| Régate de qualification olympique finale | 2  | France          | Benjamin Lang Mickaël Marteau Théophile Onfroy Valentin Onfroy                |
| Total                                    | 13 |                 |                                                                               |

### Quatre sans barreur poids légers
| Compétition                              | #  | Nation             | Qualifiés                                                             |
| ---------------------------------------- | -- | ------------------ | --------------------------------------------------------------------- |
| Championnats du monde d'aviron 2015      | 1  | Suisse             | Mario Gyr Simon Niepmann Simon Schürch Lucas Tramèr                   |
| Championnats du monde d'aviron 2015      | 2  | Danemark           | Jacob Barsøe Morten Jørgensen Kasper Winther Jørgensen Jacob Søgaard  |
| Championnats du monde d'aviron 2015      | 3  | France             | Thomas Baroukh Thibault Colard Guillaume Raineau Franck Solforosi     |
| Championnats du monde d'aviron 2015      | 4  | Nouvelle-Zélande   | Alistair Bond James Hunter James Lassche Peter Taylor                 |
| Championnats du monde d'aviron 2015      | 5  | Pays-Bas           |                                                                       |
| Championnats du monde d'aviron 2015      | 6  | Italie             |                                                                       |
| Championnats du monde d'aviron 2015      | 7  | États-Unis         | Anthony Fahden Edward King Tyler Nase Robin Prendes                   |
| Championnats du monde d'aviron 2015      | 8  | Chine              |                                                                       |
| Championnats du monde d'aviron 2015      | 9  | Grande-Bretagne    | Mark Aldred Chris Bartley Peter Chambers Jono Clegg                   |
| Championnats du monde d'aviron 2015      | 10 | République tchèque |                                                                       |
| Championnats du monde d'aviron 2015      | 11 | Canada             | Brendan Hodge Maxwell Lattimer Nicolas Pratt Eric Woelfl              |
| Régate de qualification olympique finale | 1  | Russie             | Maksim Telitsyn Aleksandr Bogdashin Alexander Chaukin Aleksey Vikulin |
| Régate de qualification olympique finale | 2  | Allemagne          | Tobias Franzmann Jonathan Koch Lucas Schäfer Lars Wichert             |
| Total                                    | 13 |                    |                                                                       |

### Huit
| Compétition                              | # | Nation           | Qualifiés |
| ---------------------------------------- | - | ---------------- | --- |
| Championnats du monde d'aviron 2015      | 1 | Grande-Bretagne  | Paul Bennett Scott Durant Matt Gotrel Matt Langridge Tom Ransley Pete Reed William Satch Andrew Triggs-Hodge Phelan Hill (barreur)                                     |
| Championnats du monde d'aviron 2015      | 2 | Allemagne        | Felix Drahotta Malte Jakschik Eric Johannesen Andreas Kuffner Maximilian Munski Hannes Ocik Maximilian Reinelt Richard Schmidt Martin Sauer (barreur)                  |
| Championnats du monde d'aviron 2015      | 3 | Pays-Bas         | |
| Championnats du monde d'aviron 2015      | 4 | Nouvelle-Zélande | Michael Brake Isaac Grainger Stephen Jones Alex Kennedy Shaun Kirkham Tom Murray Brook Robertson Joe Wright Caleb Shepherd (barreur)                                   |
| Championnats du monde d'aviron 2015      | 5 | Russie           | Daniil Andrienko Gueorgui Iefremenko Maksim Golubev Denis Kleshnev Alexander Kornilov Vyacheslav Mikhailevskiy Ivan Podshivalov Semen Yaganov Pavel Safonkin (barreur) |
| Régate de qualification olympique finale | 1 | États-Unis       | Mike DiSanto Sam Dommer Austin Hack Alex Karwoski Stephen Kasprzyk Rob Munn Glenn Ochal Hans Struzyna Sam Ojserkis (barreur)                                           |
| Régate de qualification olympique finale | 2 | Pologne          | Zbigniew Schodowski Mateusz Wilangowski Marcin Brzeziński Robert Fuchs Krystian Aranowski Michał Szpakowski Mikołaj Burda Piotr Juszczak Daniel Trojanowski (barreur)  |
| Total                                    | 7 |                  | |

## Femmes

### Skiff
| Compétition                                            | #  | Nation             | Qualified aviron      |
| ------------------------------------------------------ | -- | ------------------ | --------------------- |
| Championnats du monde d'aviron 2015                    | 1  | Australie          |                       |
| Championnats du monde d'aviron 2015                    | 2  | République tchèque |                       |
| Championnats du monde d'aviron 2015                    | 3  | Chine              |                       |
| Championnats du monde d'aviron 2015                    | 4  | États-Unis         | Gevvie Stone          |
| Championnats du monde d'aviron 2015                    | 5  | Suisse             | Jeannine Gmelin       |
| Championnats du monde d'aviron 2015                    | 6  | Canada             | Carling Zeeman        |
| Championnats du monde d'aviron 2015                    | 7  | Suède              | Anna Malvina Svennung |
| Championnats du monde d'aviron 2015                    | 8  | Lituanie           | Lina Šaltytė          |
| Championnats du monde d'aviron 2015                    | 9  | Autriche           | Magdalena Lobnig      |
| Régate de qualification - Asie et Océanie              | 1  | Corée du Sud       | Kim Ye-ji             |
| Régate de qualification - Asie et Océanie              | 2  | Iran               | Mahsa Javar           |
| Régate de qualification - Asie et Océanie              | 3  | Taipei chinois     | Huang Yi-ting         |
| Régate de qualification - Asie et Océanie              | 4  | Kazakhstan         | Svetlana Germanovich  |
| Régate de qualification - Asie et Océanie              | 5  | Indonésie          | Dewi Yuliawati        |
| Régate de qualification - Asie et Océanie              | 6  | Singapour          | Saiyidah Aisyah       |
| Régate de qualification - Asie et Océanie              | 7  | Thaïlande          | Phuttharaksa Nikree   |
| Régate de qualification - Afrique                      | 1  | Zimbabwe           | Micheen Thornycroft   |
| Régate de qualification - Afrique                      | 2  | Algérie            | Amina Rouba           |
| Régate de qualification - Afrique                      | 3  | Nigeria            | Chierika Ukogu        |
| Régate de qualification - Afrique                      | 4  | Égypte             | Heba Ahmed            |
| Régate de qualification - Amérique latine              | 1  | Bermudes           | Michelle Parson       |
| Régate de qualification - Amérique latine              | 2  | Mexique            | Kenia Lechuga         |
| Régate de qualification - Amérique latine              | 3  | Trinité-et-Tobago  | Felice Chow           |
| Régate de qualification - Amérique latine              | 4  | Argentine          | Lucia Palermo         |
| Régate de qualification - Amérique latine              | 5  | Paraguay           | Gabriela Mosqueira    |
| Régate de qualification - Amérique latine              | 6  | Pérou              | Camila Valle          |
| Régate de qualification - Amérique latine              | 7  | Bahamas            | Emily Morley          |
| Régate de qualification olympique européenne et finale | 1  | Nouvelle-Zélande   | Emma Twigg            |
| Régate de qualification olympique européenne et finale | 2  | Irlande            | Sanita Puspure        |
| Régate de qualification olympique européenne et finale | 3  | Biélorussie        | Ekaterina Karsten     |
| Régate de qualification olympique européenne et finale | 4  | Danemark           | Fie Udby Erichsen     |
| Invitation tripartite                                  | NC | Togo               |                       |
| Total                                                  | 32 |                    |                       |

Information mise à jour après les choix des CNOs faits après la régate de qualification d'Amérique latine.

### Deux de couple
| Compétition                              | #  | Nation             | Qualifiés                            |
| ---------------------------------------- | -- | ------------------ | ------------------------------------ |
| Championnats du monde d'aviron 2015      | 1  | Nouvelle-Zélande   | Eve MacFarlane Zoe Stevenson         |
| Championnats du monde d'aviron 2015      | 2  | Grèce              |                                      |
| Championnats du monde d'aviron 2015      | 3  | Allemagne          | Mareike Adams Marie-Cathérine Arnold |
| Championnats du monde d'aviron 2015      | 4  | Pologne            | Magdalena Fularczyk Natalia Madaj    |
| Championnats du monde d'aviron 2015      | 5  | Lituanie           | Milda Valčiukaitė Donata Vištartaitė |
| Championnats du monde d'aviron 2015      | 6  | Grande-Bretagne    | Katherine Grainger Victoria Thornley |
| Championnats du monde d'aviron 2015      | 7  | Chine              |                                      |
| Championnats du monde d'aviron 2015      | 8  | France             | Hélène Lefebvre Elodie Ravera        |
| Championnats du monde d'aviron 2015      | 9  | Biélorussie        |                                      |
| Championnats du monde d'aviron 2015      | 10 | Australie          |                                      |
| Championnats du monde d'aviron 2015      | 11 | États-Unis         | Meghan O'Leary Ellen Tomek           |
| Régate de qualification olympique finale | 1  | République tchèque | Lenka Antošová Kristýna Fleissnerová |
| Régate de qualification olympique finale | 2  | Danemark           | Lisbet Jakobsen Nina Hollensen       |
| Total                                    | 13 |                    |                                      |

### Deux de couple poids légers
| Compétition                               | #  | Nation           | Qualifiés                                      |
| ----------------------------------------- | -- | ---------------- | ---------------------------------------------- |
| Championnats du monde d'aviron 2015       | 1  | Nouvelle-Zélande | Julia Edward Sophie Mackenzie                  |
| Championnats du monde d'aviron 2015       | 2  | Grande-Bretagne  | Katherine Copeland Charlotte Taylor            |
| Championnats du monde d'aviron 2015       | 3  | Afrique du Sud   |                                                |
| Championnats du monde d'aviron 2015       | 4  | Canada           | Lindsay Jennerich Patricia Obee                |
| Championnats du monde d'aviron 2015       | 5  | Danemark         | Anne Lolk Juliane Elander Rasmussen            |
| Championnats du monde d'aviron 2015       | 6  | Allemagne        | Marie-Louise Dräger Fini Sturm                 |
| Championnats du monde d'aviron 2015       | 7  | Chine            |                                                |
| Championnats du monde d'aviron 2015       | 8  | Pologne          |                                                |
| Championnats du monde d'aviron 2015       | 9  | Irlande          | Sinead Jennings Claire Lambe                   |
| Championnats du monde d'aviron 2015       | 10 | Russie           | Alena Shatagina Anastasia Yanina               |
| Championnats du monde d'aviron 2015       | 11 | États-Unis       | Kate Bertko Devery Karz                        |
| Régate de qualification - Asie et Océanie | 1  | Japon            | Ayami Oishi Chiaki Tomita                      |
| Régate de qualification - Asie et Océanie | 2  | Viêt Nam         | Phạm Thị Thảo Tạ Thanh Huyền                   |
| Régate de qualification - Asie et Océanie | 3  | Hong Kong        | Lee Yuen Yin Lee Ka Man                        |
| Régate de qualification - Afrique         | 1  | Tunisie          | Nour El Houda Ettaieb Khadija Krimi            |
| Régate de qualification - Amérique latine | 1  | Brésil           | Fernanda Nunes Vanessa Cozzi                   |
| Régate de qualification - Amérique latine | 2  | Cuba             | Yislena Guzman Hernandez Licet Hernandez Licea |
| Régate de qualification - Amérique latine | 3  | Chili            | Melita Abraham Josefa Veliz                    |
| Régate de qualification - Europe          | 1  | Pays-Bas         | Ilse Paulis Maaike Head                        |
| Régate de qualification - Europe          | 2  | Roumanie         | Gianina-Elena Beleaga Ionela-Livia Lehaci      |
| Total                                     | 20 |                  |                                                |

### Quatre de couple
| Compétition                              | # | Nation     | Qualifiés                                                                 |
| ---------------------------------------- | - | ---------- | ------------------------------------------------------------------------- |
| Championnats du monde d'aviron 2015      | 1 | États-Unis | Tracy Eisser Megan Kalmoe Grace Latz Adrienne Martelli                    |
| Championnats du monde d'aviron 2015      | 2 | Allemagne  | Carina Bär Julia Lier Lisa Schmidla Annekatrin Thiele                     |
| Championnats du monde d'aviron 2015      | 3 | Pays-Bas   |                                                                           |
| Championnats du monde d'aviron 2015      | 4 | Pologne    | Monika Ciaciuch Maria Springwald Joanna Leszczyńska Agnieszka Kobus       |
| Championnats du monde d'aviron 2015      | 5 | Australie  |                                                                           |
| Régate de qualification olympique finale | 1 | Chine      | Ling Zhang Jiang Yan Wang Yuwei Zhang Xinyue                              |
| Régate de qualification olympique finale | 2 | Ukraine    | Daryna Verkhogliad Olena Buryak Anastasiia Kozhenkova Ievgeniia Nimchenko |
| Total                                    | 7 |            |                                                                           |

### Deux sans barreur
| Compétition                              | #  | Nation           | Qualifiés                           |
| ---------------------------------------- | -- | ---------------- | ----------------------------------- |
| Championnats du monde d'aviron 2015      | 1  | Grande-Bretagne  | Helen Glover Heather Stanning       |
| Championnats du monde d'aviron 2015      | 2  | Nouvelle-Zélande | Genevieve Behrent Rebecca Scown     |
| Championnats du monde d'aviron 2015      | 3  | États-Unis       | Grace Luczak Felice Mueller         |
| Championnats du monde d'aviron 2015      | 4  | Danemark         | Anne Dsane Andersen Lærke Rasmussen |
| Championnats du monde d'aviron 2015      | 5  | Afrique du Sud   |                                     |
| Championnats du monde d'aviron 2015      | 6  | Canada           | Jennifer Martins Cristy Nurse       |
| Championnats du monde d'aviron 2015      | 7  | Roumanie         | Cristina Grigoraș Laura Oprea       |
| Championnats du monde d'aviron 2015      | 8  | Allemagne        | Kerstin Hartmann Kathrin Marchand   |
| Championnats du monde d'aviron 2015      | 9  | France           | Noémie Kober Marie Le Nepvou        |
| Championnats du monde d'aviron 2015      | 10 | Biélorussie      |                                     |
| Championnats du monde d'aviron 2015      | 11 | Pays-Bas         |                                     |
| Régate de qualification olympique finale | 1  | Espagne          | Anna Boada Aina Cid                 |
| Régate de qualification olympique finale | 2  | Chine            | Zhang Min Miao Tian                 |
| Régate de qualification olympique finale | 3  | Italie           | Alessandra Patelli Sara Bertolasi   |
| Régate de qualification olympique finale | 4  | Pologne          | Anna Wierzbowska Maria Wierzbowska  |
| Total                                    | 15 |                  |                                     |

### Huit
| Compétition                              | # | Nation           | Qualifiés |
| ---------------------------------------- | - | ---------------- | --- |
| Championnats du monde d'aviron 2015      | 1 | États-Unis       | Amanda Elmore Tessa Gobbo Eleanor Logan Meghan Musnicki Amanda Polk Emily Regan Lauren Schmetterling Kerry Simmonds Katelin Snyder (barreur)                                      |
| Championnats du monde d'aviron 2015      | 2 | Nouvelle-Zélande | Genevieve Behrent Kelsey Bevan Emma Dyke Kerri Gowler Grace Prendergast Kayla Pratt Rebecca Scown Ruby Tew Frances Turner (barreur)                                               |
| Championnats du monde d'aviron 2015      | 3 | Canada           | Ashley Brzozowicz Susanne Grainger Jennifer Martins Natalie Mastracci Cristy Nurse Lisa Roman Christine Roper Lauren Wilkinson Lesley Thompson (barreur)                          |
| Championnats du monde d'aviron 2015      | 4 | Grande-Bretagne  | Karen Bennett Olivia Carnegie-Brown Jessica Eddie Katie Greves Frances Houghton Zoe Lee Polly Swann Melanie Wilson Zoe De Toledo (barreur)                                        |
| Championnats du monde d'aviron 2015      | 5 | Russie           | Aleksandra Fedorova Anastasia Karabelshchikova Yelena Lebedeva Yelena Oryabinskaya Yuliya Popova Ekaterina Potapova Alevtina Savkina Anastasia Tikhanova Ksenia Yamaeva (barreur) |
| Régate de qualification olympique finale | 1 | Roumanie         | Mădălina Bereș Andreea Boghian Adelina Bogus Roxana Cogianu Irina Dorneanu Laura Oprea Mihaela Petrila Ioana Strungaru Daniela Druncea (barreur)                                  |
| Régate de qualification olympique finale | 2 | Pays-Bas         | Wianka Van Dorp Sophie Souwer Lies Rustenburg Jose Van Veen Elisabeth Hogerwerf Claudia Belderbos Monica Lanz Olivia Van Rooijen Ae-Ri Noort (barreur)                            |
| Total                                    | 7 |                  | |